# Zhongzi (sockenhuvudort i Kina, Tibet Autonomous Region, lat 29,02, long 89,46)
Zhongzi (kinesiska: 重孜, 重孜乡) är en sockenhuvudort i Kina. Den ligger i den autonoma regionen Tibet, i den sydvästra delen av landet, omkring 180 kilometer sydväst om regionhuvudstaden Lhasa. Antalet invånare är 4 232. Befolkningen består av 2 157 kvinnor och 2 075 män. Barn under 15 år utgör 23,0 %, vuxna 15-64 år 70 %, och äldre över 65 år 6,0 %.
Runt Zhongzi är det glesbefolkat, med 16 invånare per kvadratkilometer. Närmaste större samhälle är Jiangzi, 17,7 km sydost om Zhongzi. Trakten runt Zhongzi består i huvudsak av gräsmarker.
Genomsnittlig årsnederbörd är 686 millimeter. Den regnigaste månaden är juli, med i genomsnitt 176 mm nederbörd, och den torraste är december, med 6 mm nederbörd.